# VR Bank Riedlingen-Federsee
Die VR Bank Riedlingen-Federsee eG war eine deutsche Genossenschaftsbank mit ursprünglichem Sitz in der baden-württembergischen Stadt Riedlingen im Landkreis Biberach.
Im Jahr 2024 fusionierte die VR Bank Riedlingen-Federsee eG mit der Volksbank Bad Saulgau eG und der Volksbank Altshausen eG zur VR Bank Donau-Oberschwaben eG.

## Geschichte
Am 12. Januar 1873 fand die Gründungsversammlung der „Vorschussbank für den Oberamtsbezirk Riedlingen“  als eingetragene Genossenschaft statt. Die Vorschussbank, die als Selbsthilfe für Kaufleute, Handwerker und Kleingewerbetreibende gegründet wurde, nahm am 12. Februar 1873 den Geschäftsbetrieb im Hause des Kassiers J.F. Gröber in der Haldenstraße 6 auf. Dem Württembergischen Genossenschaftsverband mit damaligem Sitz in Ulm trat die Bank 1894 bei. Wilhelm Bröckel wurde 1902 als erster Lehrling eingestellt. Als Höhepunkt seiner Karriere war Bröckel von 1948 bis 1956 Direktor des Württembergischen Genossenschaftsverbandes sowie der Zentralkasse Württembergischer Volksbanken.
Die bisherige Vorschussbank änderte 1921 ihren Firmennamen in „Gewerbebank Riedlingen eGmbH“ und verlegte 1923 das Geschäftslokal in das Haus Martini in der Lange Straße 15. Die Bank änderte nun ihren Namen in „Gewerbe- und Landwirtschaftsbank Riedlingen eGmbH“. 1928 erstellte die Bank ein neues Bankgebäude am Platz der ehemaligen Kehle´schen Sägmühle an der Donaubrücke.
1941 erfolgte die Umfirmierung in „Volksbank Riedlingen eGmbH“.
Seit der Fusion im Jahr 1993 firmiert die Bank als „Volksbank-Raiffeisenbank Riedlingen eG“ und seit der Fusion im Jahr 2021 mit der Federseebank eG mit dem Sitz in Bad Buchau als VR Bank Riedlingen-Federsee eG.
Die ehemalige Federseebank fusionierte zuvor zuletzt im Jahr 2002 mit der Raiffeisenbank Oggelshausen eG mit dem Sitz in Oggelshausen. Zuvor fusionierte die Federseebank eGmbH mit dem damaligen Sitz in Alleshausen im Jahr 1970 mit der Spar- und Darlehnskasse Ahlen eGmbH mit dem Sitz in Ahlen.
Die ehemalige Volksbank Riedlingen eG bzw. Volksbank-Raiffeisenbank Riedlingen eG hat sich durch folgende Fusionen zur Flächenbank im westlichen Landkreis Biberach entwickelt:
- 1981 Raiffeisenbank Dürmentingen-Burgau eG mit dem Sitz in Dürmentingen
- 1991 Raiffeisenbank Altheim eG. mit dem Sitz in Altheim
- 1992 Raiffeisenbank Uttenweiler eG mit dem Sitz in Uttenweiler
- 1993 Raiffeisenbank Riedlingen eG mit dem Sitz in Riedlingen und der Raiffeisenbank Dieterskirch eG mit dem Sitz in Dieterskirch
- 2000 Raiffeisenbank Langenenslingen eG mit dem Sitz in Langenenslingen
- 2002 Raiffeisenbank Ertingen eG mit dem Sitz in Ertingen
- 2005 Raiffeisenbank Unlingen eG mit dem Sitz in Unlingen

Die ehemalige Raiffeisenbank Riedlingen eG. fusionierte 1978 mit der Raiffeisenbank Neufra eG mit dem Sitz in Neufra und anschließend im Jahr 1981 mit der Raiffeisenbank Daugendorf eG mit dem Sitz in Daugendorf und der Raiffeisenbank Zwiefaltendorf eG mit dem Sitz in Zwiefaltendorf.
Im Jahr 1970 fusionierte die damalige Raiffeisenbank Unlingen eGmbH mit der Spar- und Darlehnskasse Hailtingen eGmbH mit dem Sitz in Hailtingen. Im gleichen Jahr fusionierte die Raiffeisenbank Uttenweiler eGmbH mit der Raiffeisenbank Betzenweiler eGmbH mit dem Sitz in Betzenweiler und im Folgejahr die Raiffeisenbank Langenenslingen eGmbH mit der Raiffeisenbank Wilflingen eGmbH mit dem Sitz in Wilflingen.
Die damalige Raiffeisenbank Dieterskirch eGmbH entstand im Jahr 1972 durch die Fusion der Raiffeisenbank Dieterskirch-Uigendorf eGmbH mit der Spar- und Darlehnskasse Sauggart eGmbH mit dem Sitz in Sauggart. Im Jahr 1981 fusionierte die Ertinger Bank eG. mit der Raiffeisenbank Binzwangen e.G. mit dem Sitz in Binzwangen zur Raiffeisenbank Ertingen eG.
Im Jahr 2024 fusionierte die VR Bank Riedlingen-Federsee eG mit der Volksbank Bad Saulgau eG und der Volksbank Altshausen eG zur VR Bank Donau-Oberschwaben eG.

## Fusion zur VR Bank Donau-Oberschwaben eG
Die Vertreterversammlung der VR Bank Donau-Oberschwaben eG beschloss am 27. Juni 2024 die Fusion mit der Volksbank Bad Saulgau eG und der Volksbank Altshausen eG, deren rechtliche Eintragung in das Genossenschaftsregister am 2. Oktober 2024 stattfand. Die gemeinsame Bank firmiert unter dem Namen „VR Bank Donau-Oberschwaben eG“. Im Außenauftritt werden die bewährten Marken „VR Bank Riedlingen-Federsee“, „Volksbank Altshausen“, sowie „Volksbank Bad Saulgau“ fortgeführt.
Juristischer Sitz der neuen Bank ist Bad Saulgau und eingetragene Zweigniederlassungen befinden sich in Altshausen, Bad Saulgau und Riedlingen.
Die VR Bank Donau-Oberschwaben eG gehört mit rund 57.000 Mitgliedern, circa 100.000 Kundinnen und Kunden, 27 Filialen und einer Bilanzsumme von 3,1 Mrd. Euro (Stand 1. Januar 2024) zu den großen Volksbanken in Baden-Württemberg.

## Rechtsverhältnisse
Die VR Bank Riedlingen-Federsee eG war im Genossenschaftsregister beim Amtsgericht Ulm unter GnR 650001 eingetragen.

## Organisationsstruktur
Rechtsgrundlagen waren das Genossenschaftsgesetz und die durch die Vertreterversammlung beschlossene Satzung. Organe der Bank waren der Vorstand, der Aufsichtsrat und die Vertreterversammlung.

## Sicherungseinrichtung
Die VR Bank Riedlingen-Federsee eG war der amtlich anerkannten Sicherungseinrichtung des Bundesverbandes der Deutschen Volksbanken und Raiffeisenbanken GmbH und der zusätzlichen freiwilligen Sicherungseinrichtung des Bundesverbandes der Deutschen Volksbanken und Raiffeisenbanken e.V. angeschlossen. Sie gehörte dem Bundesverband der Deutschen Volksbanken und Raiffeisenbanken an.

## Geschäftsausrichtung
Die VR Bank Riedlingen-Federsee eG betrieb das Universalbankgeschäft. Im Verbundgeschäft arbeitete sie mit der DZ Bank, R+V Versicherung, Bausparkasse Schwäbisch Hall, Teambank, VR Smart Finanz, DZ Hyp, Münchener Hypothekenbank und der Union Investment zusammen.

## Geschäftsgebiet
Das Geschäftsgebiet lag im Westen des Landkreises Biberach.
An diesen Orten betrieb die Bank Filialen:
- Riedlingen (Hauptstelle, jur. Sitz + 1 Geschäftsstelle + 2 SB-Geschäftsstellen)
- Alleshausen (Geschäftsstelle)
- Altheim (Geschäftsstelle)
- Bad Buchau (1 Geschäftsstelle + 1 SB-Geschäftsstelle)
- Dürmentingen (Geschäftsstelle)
- Ertingen (Geschäftsstelle)
- Langenenslingen (Geschäftsstelle)
- Oggelshausen (Geschäftsstelle)
- Unlingen (Geschäftsstelle)
- Uttenweiler (Geschäftsstelle)

Daneben wurde in Alleshausen ein Raiffeisenmarkt betrieben sowie in Alleshausen und Tiefenbach je eine Tankstelle.